# Choix (gemeente)
Choix is een gemeente in de Mexicaanse deelstaat Sinaloa. De hoofdplaats van Choix is Choix. Choix heeft een oppervlakte van 4.512 km² en 31.763 inwoners.
Ahome · Angostura · Badiraguato · Choix · Concordia · Cosalá · Culiacán · Eldorado · Elota · Escuinapa · El Fuerte · Guasave · Juan José Ríos · Mazatlán · Mocorito · Navolato · Rosario · Salvador Alvarado · San Ignacio · Sinaloa